# Ch’ing Dynasty
Ch'ing Dynasty EP – debiutancki album holenderskiej grupy Lin Brotherz powiązanej z Wu-Tang Clan wydany 11 kwietnia 2000 nakładem Ringz Family Music.

## Lista utworów
Opracowano na podstawie źródła
| # | Tytuł                        | Wykonanie                                                                                                | Producent             | Czas |
| - | ---------------------------- | --- | --------------------- | ---- |
| 1 | Born Invincible              | - Cilvaringz                                                                                             | - Moongod Allah       | 1:49 |
| 2 | Swordsferatu [Martial Darts] | - Cilvaringz - Barrakjudah                                                                               | - Moongod Allah       | 4:11 |
| 3 | Cock Back 2000               | - Cilvaringz - The Children Of Izreal - Promizz - Ballistikk - D.I. the Physician - Eternal - Benevolent | - Choo the Specializt | 4:43 |
| 4 | Fuk Ya'll                    | - Cilvaringz - Barrakjudah - G.I. Samurai                                                                | - Moongod Allah       | 2:23 |
| 5 | The Hall of Double Justice   | - Barrakjudah                                                                                            | - Moongod Allah       | 3:35 |